# Gregorio (vescovo di Bergamo)
Gregorio (Bergamo, seconda metà dell'XI secolo – Bergamo, 19 giugno 1146) è stato un vescovo cattolico italiano.

## Biografia
Dopo la morte del vescovo Ambrogio III di Mozzo avvenuta il 21 ottobre 1133, risulta per la prima volta menzionato nel giugno del 1134 il nuovo vescovo Gregorio. La sua elezione non avvenne subito dopo la morte del predecessore, risulta infatti nei documenti del capitolo della chiesa di San Vincenzo tra i custodi della basilica con il camerario vescovile un'annosa contesa. 

Furono nominati dai consoli e il popolo nel chiostro della chiesa vincenzina, quei rappresentanti che doveva eleggere il miglior pastore per la diocesi. I canonici nominarono Alberto della Riva e Grismondo, mentre quelli della chiesa di Sant'Alessandro Lanfranco di Rivola e Alberto Alemanno. A questi si unirono i preti Giovanni della Scala e Andrea di Santo Stefano, e quindi eletto da un ristretto numero di personaggi detta “nella forma della duplex pronunciatio”. La presenza di questi personaggi scelti da entrambi i capitoli cittadini che da tempo si trovavano in conflitto indica che avevano raggiunto un accordo, grazie all'intervento di papa Innocenzo II.

Gregorio era nato a Bergamo nella seconda metà dell'XII secolo, forse monaco o forse solo benefattore dell'antico monastero di Astino essendo indicato nel necrologio del monastero, ma che non testimonia la sua appartenenza all'ordine monastico vallombrosano, si dichiarò lui stesso in un documento, monaco cistercense di San Benedetto di Albino, di cui fu fondatore: 
(Dichiarazione del vescovo Gregorio)
.
Fu la sua amicizia con Bernardo di Chiaravalle a sostenerlo nella fondazione del monastero, anche se questa notizia non è supportata da forti cartacee. Nei documenti che indicano i diritti concessi al monastero di Albino risulta indicato Gerardo arcidiacono, prima citazione di quello che sarà poi il suo successore alla cattedra vescovile. Certo è invece che la chiesa mariana fu edificata sotto il suo vescovado.
(Mario Lupi, Codex diplomaticus civitatis et Ecclesiae Bergomatis)
Fu nominato vescovo verso la fine di novembre del 1334, essendo la data indicata tra “la festa di San Michele e la Nascita di nostro Signore”, citato dal papa in un documento del 30 novembre 1134 e presente al concilio di Pisa della primavera del 1135, indetto da papa Innocenzo II a cui parteciparono 113 prelati e abati.
Nei documenti del concilio di Pisa risulta che furono scomunicati alcuni vescovi, sarebbe indicato anche un vescovo di Bergamo, che pare essere Gregorio, ma un certo “Agino”, che eletto non ufficialmente fu poi dal papa scomunicato. Ma nulla resta di questa vicenda, che potrebbe essere niente più che un errore di trascrizione del testo del 1178 del cardinale Bosone: “Vita innocentii”. Nel concilio il papa emanò una bolla che doveva ben chiarire la situazione dei due capitoli, bolla che però non fu eseguita dai canonici, che continuarono la loro diatriba acerrima, in particolare il capitolo della chiesa di San Vincenzo che riteneva di aver ottenuto pochi diritti. Il papa nel 1138 mandò una lettera al vescovo Gregorio: “ut sententiam datam irrefragabiliter facias observari” (che la sentenza pronunciata deve essere osservata senza dubbio), e contemporaneamente inviandone avviso al capitolo alessandrino, ai cui canonici l'anno successivo concesse ulteriori privilegi, portando i canonici di san Vincenzo, grazie al vescovo Gregorio che appoggiava il papa, ad accettare quando definito.
Il successore al soglio pontificio papa Celestino II sottoscrisse un'ulteriore bolla firmata da quattordici cardinali che confermava i diritti dichiarati in precedenza della chiesa alessandrina, invitando il vescovo Gregorio a eseguire la sentenza. Morto Celestino, la medesima questione fu oggetto d'attenzione di papa Lucio II, il quale mandò una bolla il 30 giugno 1144, confermando quando già indicato in precedenza, nonché una lettera a Gregorio con cui con tono severo gli intimava di seguire quanto era stato indicato, ma l'anno successivo gli succedette papa Eugenio III, che mandò un documento dove esigeva assoluta obbedienza, se non dai canonici del capitolo, sicuramente da Gregorio vescovo, che, persona molto mite, pareva subire le decisioni di altri passando per fautore di quanto stava accadendo alla Chiesa di Bergamo. Il papa intimò Gregorio di denunciare i ribelli sia facenti parte del popolo sia del clero, venendo egli stesso sospeso dall'esercizio pastorale.
Nel 1140 consacrò due nuovi altari della chiesa di San Benedetto di Albino con il vescovo Atto di Pistoia, uno intitolato ai quattro evangelisti, mentre il secondo dedicato a san Martino di Tours.
L'ultimo documento che lo cita risale al 1º maggio 1146, e proprio la grave diatriba che lo aveva tenuto impegnato per tutti gli anni del suo incarico di vescovo lo portarono alla morte, per omicidio il 19 giugno 1146, come indicato nelle testimonianze raccolte nel 1187, dove viene indicata la veloce ascesa alla cattedra bergamasca di Gerardo, proprio a conseguenza di questo grave evento. La data della morte è indicata sia nei necrologi di Astino sia della chiesa di Santa Grata. La sua salma è sepolta nel Monastero di Astino di Bergamo.